# LK Samyang
LK Samyang é uma fabricante da Coréia do Sul especializada em lentes para câmeras fotográficas e de vídeo, suas lentes são montadas em câmeras de fabricantes tradicionais, como: Canon, Fujifilm, Nikon e Sony.

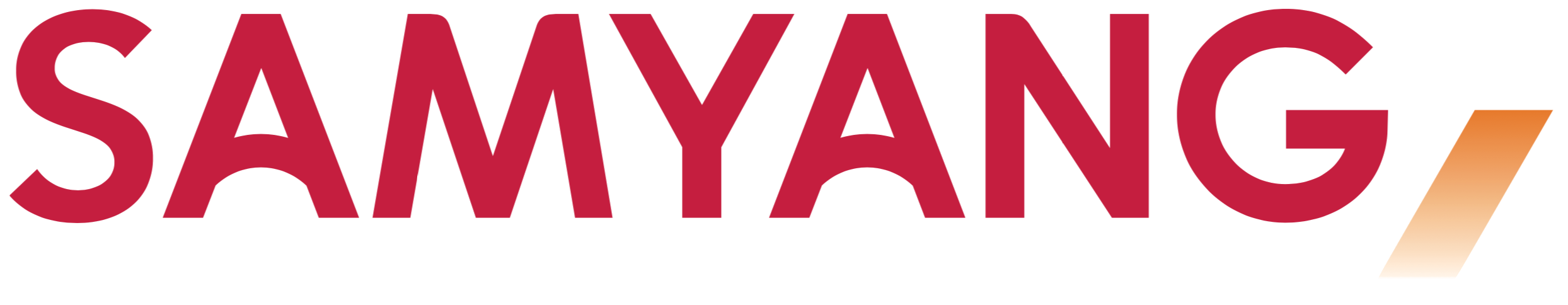
Logotipo usado até março de 2024.

 Foi fundada em 1972 e em 2024 tinha cerca de 130 funcionários, sua sede fica na cidade de Changwon.
Em julho de 2023 ingressou na L-Mount Alliance, que é uma aliança entre a Leica, a Panasonic e a Sigma, lançada em setembro de 2018, por meio da qual a Panasonic e a Sigma farão uso do padrão L-Mount inicialmente desenvolvido pela Leica e oferecerão câmeras e lentes utilizando essa montagem de lente com firmware aprimorado e compatibilidade total entre esses produtos feitos pelas empresas deste aliança.

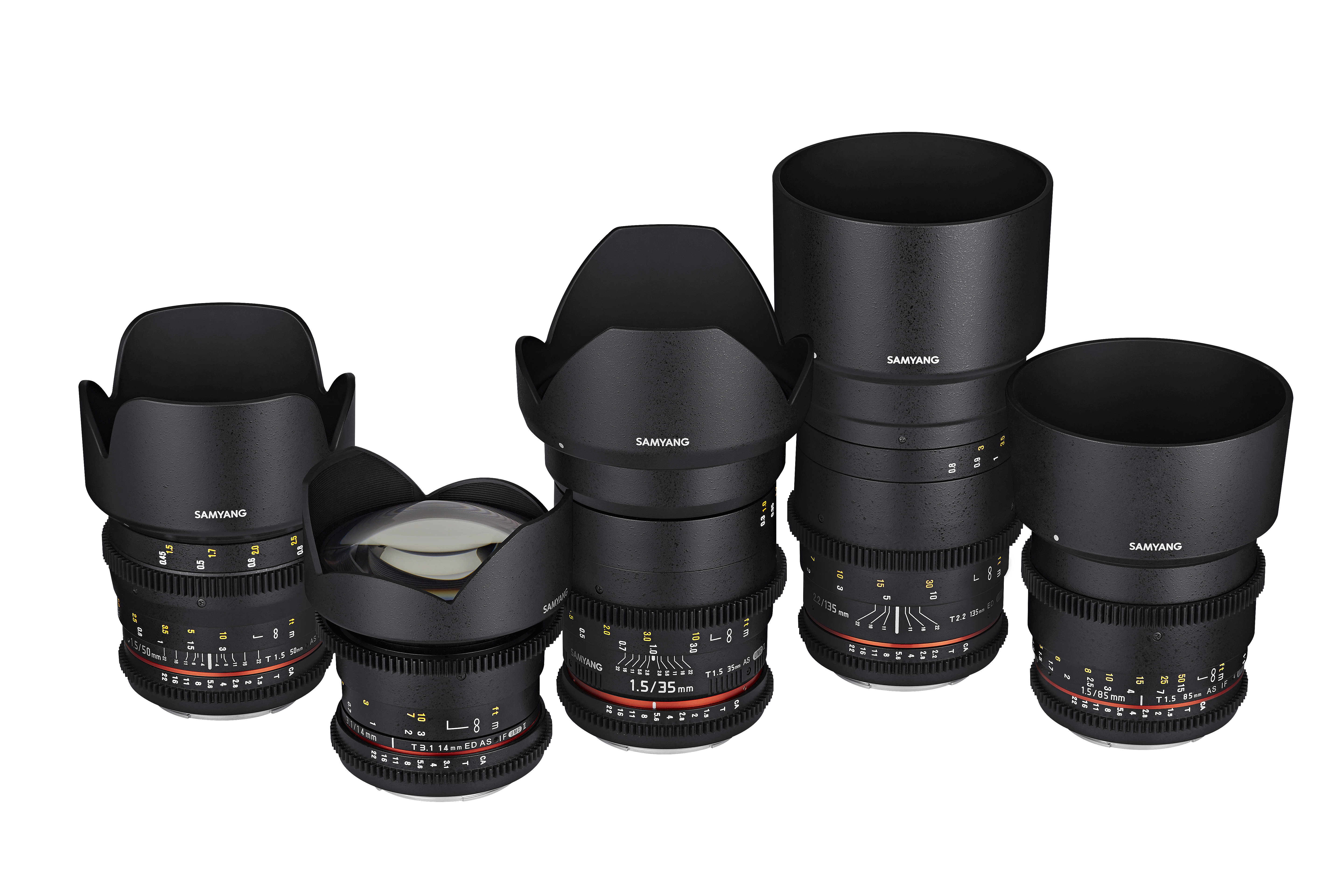
Lentes fabricadas pela LK Samyang.

A empresa oferece lentes de foco automático e manual, foco manual premium, cinema e acessórios fotográficos, como por exemplo: adaptadores, kits de cinema, bolsas, para-sol, tampas de lente.
Até março de 2024 a empresa se chamava Samyang Optics, porém a partir daí mudou seu nome para LK Samyang.